# Peter Cattaneo
Peter Joseph Cattaneo (Londra, 1º luglio 1964) è un regista e sceneggiatore britannico di origini italiane, candidato al premio Oscar al miglior regista nel 1998 per la direzione di Full Monty - Squattrinati organizzati.

## Filmografia parziale

### Regista
- Full Monty - Squattrinati organizzati (The Full Monty) (1997)
- Lucky Break (2001)
- Opal Dream (2005)
- The Rocker - Il batterista nudo (The Rocker) (2008)
- La sfida delle mogli (Military Wives) (2019)
- I delitti della gazza ladra (Magpie Murders) – miniserie TV, 6 puntate (2022)